# Khelek
Khelek (persiska: خلک) är en ort i Iran.   Den ligger i provinsen Kermanshah, i den nordvästra delen av landet, 400 km väster om huvudstaden Teheran. Khelek ligger 1 399 meter över havet och antalet invånare är 369.
Terrängen runt Khelek är varierad.Runt Khelek är det ganska tätbefolkat, med 185 invånare per kvadratkilometer. Närmaste större samhälle är Kahrīz, 15,6 km söder om Khelek. Trakten runt Khelek består i huvudsak av gräsmarker.